# El Reno
El Reno er en amerikansk by og administrativt centrum i det amerikanske county Canadian County, i staten Oklahoma. I 2000 havde byen et indbyggertal på 16.212.

## Ekstern henvisning
- El Renos hjemmeside Arkiveret 24. oktober 2020 hos  Wayback Machine (engelsk)

35°31′49″N 97°57′27″V / 35.5303°N 97.9575°V